# Maude Odell
Maude Odell (también Maude O'Dell y, a veces conocida como Tillie Doremus o Maude Odell Doremus) (10 de noviembre de 1870 – el 27 de febrero de 1937) fue una actriz estadounidense. Fue una de las integrantes más conocidas de la etapa de las actrices de principios del siglo XX.
El primer gran éxito de Odell fue El Prisionero de Zenda. Más tarde actuó en El Príncipe Estudiante, Show Boat, y La Ruta del Tabaco.
Odell fue encontrada muerta de un ataque al corazón en su camerino justo antes de una actuación de La Ruta del Tabaco. Fue enterrado en el cementerio de la Iglesia católica de San Pedro en Beaufort, Carolina del Sur.